# San Martín Peras
San Martín Peras là một đô thị thuộc bang Oaxaca, México. Năm 2005, dân số của đô thị này là 12406 người.